# Ochiai Eiji

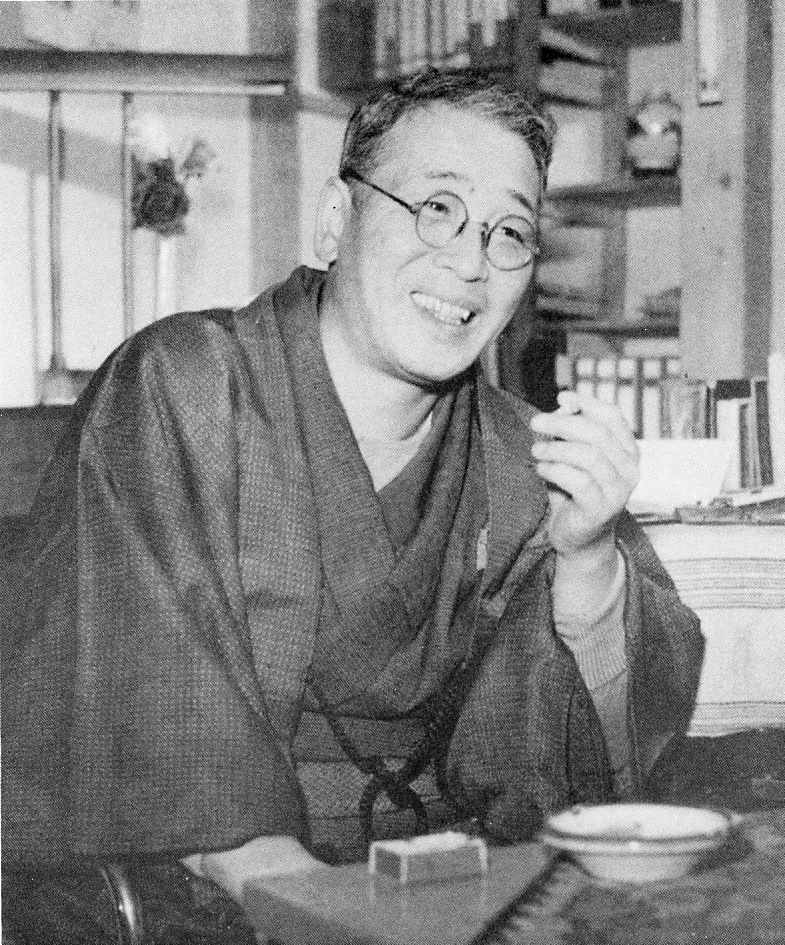
Ochiai Eiji (1955)

Ochiai Eiji (japanisch 落合英二; geboren 26. Juni 1898 in Urawa (Präfektur Saitama); gestorben 4. November 1974) war ein japanischer pharmazeutischer Chemiker.

## Leben und Wirken
Ochiai Eiji machte 1922 seinen Abschluss an der Pharmazeutischen Abteilung der Fakultät Medizin der Universität Tōkyō. 1928 wurde er zum Doktor der Medizin promoviert. Von 1930 bis 1932 bildete er sich in Deutschland unter Hermann Staudinger (Universität Freiburg) und unter Paul Pfeiffer (Universität Bonn) weiter. Von 1938 bis 1959 wirkte er als Professor an seiner Alma Mater, er wurde beim Ausscheiden als „Meiyo Kyōju“ geehrt.
Ochiai publizierte über 470 Artikel über Pflanzen-Alkaloide, darunter Sinomenin, ein Mondsamengewächs, das in China und Japan vorkommt, und Matrin.
1944 erhielt er den Preis der Akademie der Wissenschaften für eine Arbeit zu aromatisch-heterozyklischen Alkaloiden. Er wurde 1963 Ehrenmitglied der „American Pharmacists Association“, 1969 wurde er als Person mit besonderen kulturellen Verdiensten geehrt und im selben Jahr mit dem kaiserlichen Kulturorden ausgezeichnet.